# Monument national (Portugal)
Monument National - La classification du patrimoine portugais est l'acte final de la procédure administrative par laquelle il est établi qu’un certain bien a une valeur culturelle inestimable.
Un bien est considéré comme d'intérêt national lorsque sa protection et la valorisation, en tout ou en partie, représente une valeur culturelle significative pour la nation. Les immeubles appartenant à des particuliers ne peuvent être classés d'intérêt national que quand leur dégradation ou leur perte constitue une perte irréparable pour le patrimoine culturel. (Art.15º,16º,18º)

## Exemples
- Ammaia
- Aqueduc São Sebastião, à Coimbra
- Ascenseur de Santa Justa
- Aqueduc de Santa Clara (Vila do Conde)
- Aqueduc des Eaux Libres
- Cathédrale Sainte-Marie-Majeure de Lisbonne
- Cathédrale Notre-Dame-de-la-Consolation de Guarda
- Couvent des Carmes (Lisbonne)
- Couvent de l'ordre du Christ
- Chafariz das Virtudes
- Église Saint-Roch de Lisbonne
- Funiculaire de Glória
- Funiculaire de Lavra
- Forteresse de Sagres
- Jardin botanique de Lisbonne
- Jardin de Fundação Calouste Gulbenkian
- Monastère de Santo António de Lisboa
- Monastère du Convento Santo António da Lourinhã
- Monastère do Coração de Jesus
- Monastère d'Alcobaça
- Monastère de Batalha
- Monastère de Odivelas
- Monastère de São Vicente de Fora
- Monastère des Hiéronymites
- Palais national de Belém
- Palais national de Sintra
- Palais national d'Ajuda
- Palais national de Mafra
- Palais de São Bento
- Palais national de Pena
- Palais dos Marqueses de Fronteira
- Palais Valada-Azambuja
- Panteão Nacional
- Pont Maria Pia
- Pont Nova da Cava da Velha
- Praça do Comércio
- Sites d'art rupestre préhistorique de la vallée de Côa
- Sé de Viseu (cathédrale de Viseu)
- Teatro Nacional de São Carlos
- Tour de Belém
- Université d'Évora
- Castro de Zambujal